# Tjustempire
Tjustempire är en arkitekturstil som kännetecknar vissa byggnader, främst herrgårdar, i Tjustbygden i nordöstra Småland. Byggnadsstilen har även slagit igenom på bredare front bland de mangårdsbyggnader som uppfördes av en välbeställd bondeklass under 1800-talet. Begreppet tjustempire myntades av Manne Hofrén i hans doktorsavhandling Herrgårdar och Boställen (P. A. Norstedt & Söner, Stockholm, 1937). Byggmästaren Jonas Jonsson och arkitekten Per Axel Nyström tillhör dem som utövat och utvecklat byggnadsstilen.

## Bilder

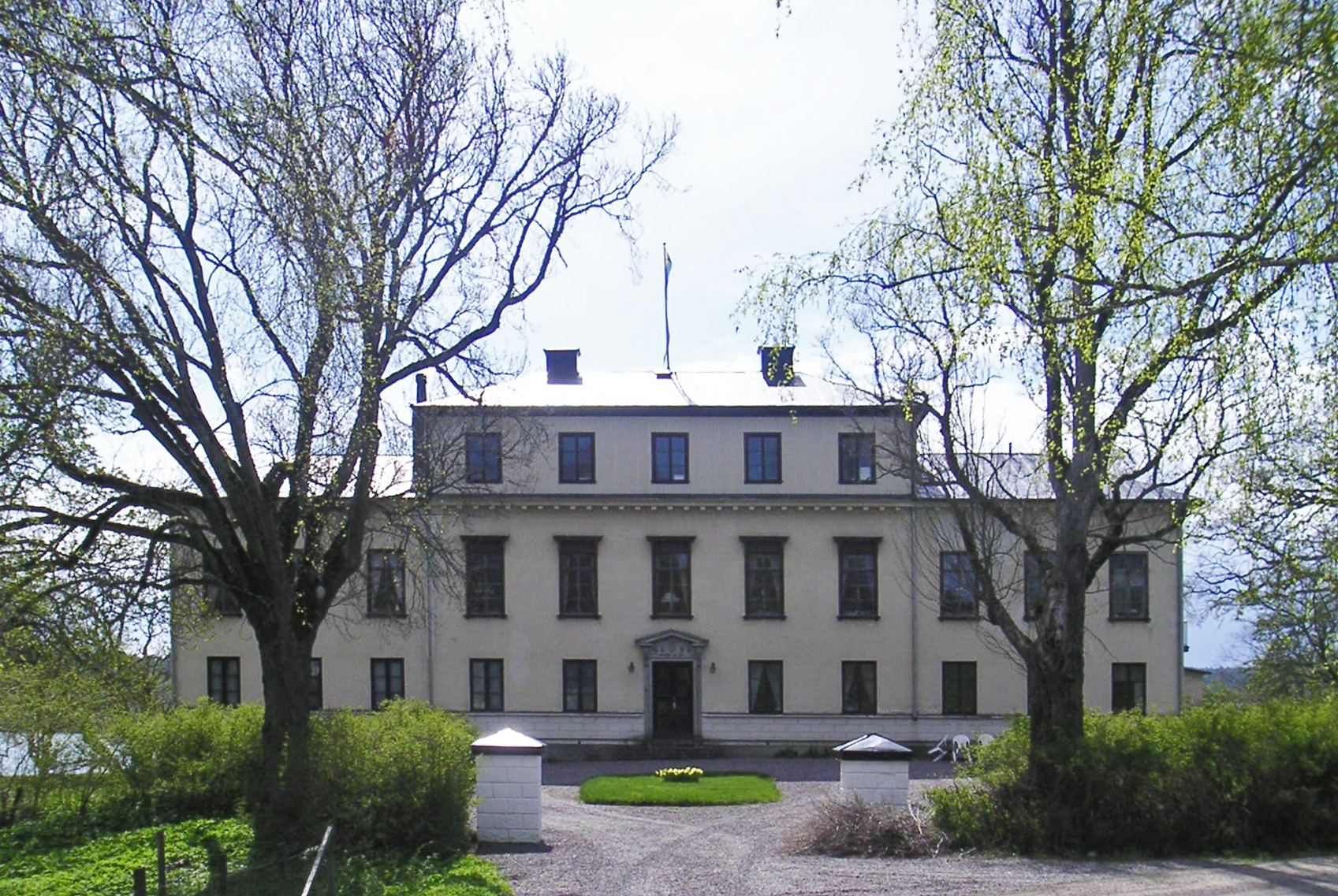
Casimirsborg (1829)
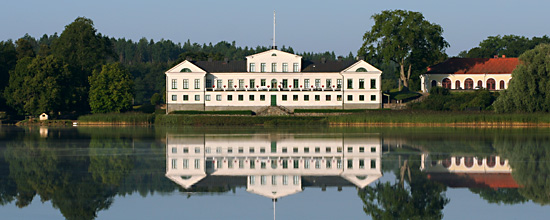
Blekhem (1844)
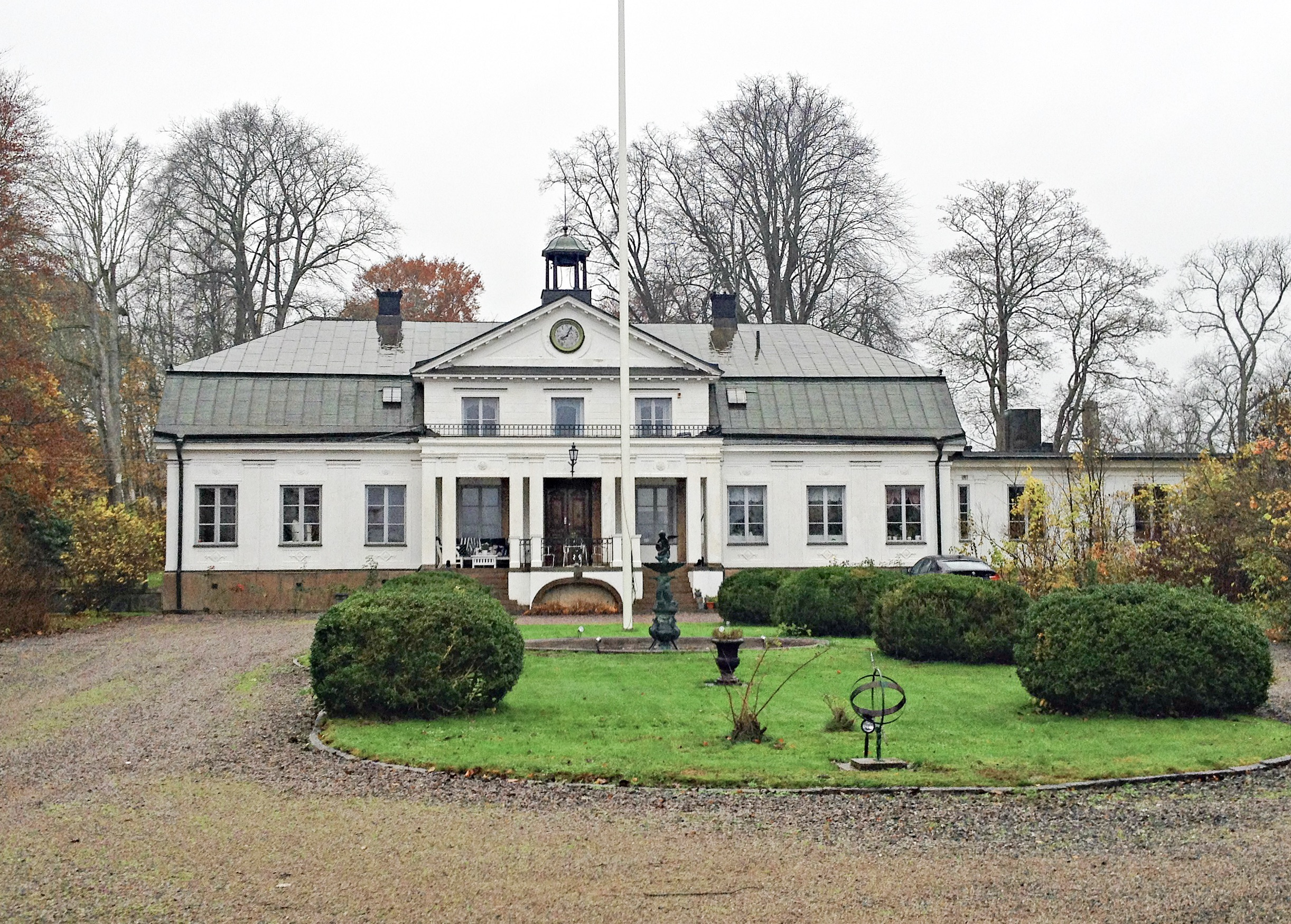
Överums herrgård (1840-talet)